# گوئیژو ۲۶۳۲
سیارک ۲۶۳۲ (به انگلیسی: 2632 Guizhou، نامگذاری:1980VJ1) دو هزار و ششصد و سی و دومین سیارک کشف شده‌است که در ۶ نوامبر ۱۹۸۰ کشف شد.
قدر مطلق سیارک برابر ۱۱٫۴۰ است.